# Argaï
Argaï is een Franse, futuristische tekenfilmserie die van 6 januari 2001 tot 22 februari 2002 op Kindernet en vanaf 6 april 2004 tot 4 september 2005 in Nederland op Nickelodeon te zien is geweest. Het is geregisseerd door Jean-César Suchorski.

## Verhaal
Het verhaal speelt zich af in de jaren 1250 en 2075. Angel, de grote liefde en verloofde van prins Argaï, wordt door koningin Oreale Dark behekst. Deze valse koningin steelt de jeugd van jonge meisjes en laat ze voor de rest van hun leven slapen. Zo blijft ze zelf onsterfelijk. Om zijn verloofde te redden, reist Argaï door de tijd en ontmoet in het New York van 2075 de detective Oscar Lightbulb, zijn assistent Barnaby en zijn secretaresse Moony Moon. Ze besluiten Argaï te helpen en samen nemen ze het op tegen koningin Dark. Om haar te verslaan, moeten ze Angel laten ontwaken en daarvoor moeten ze 13 ingrediënten zoeken voor het tegengif.

## Muziek
De muziek in Argai is gecomponeerd door Didier Julia en komt niet overeen met het klassieke stuk O Fortuna, uit Carmina Burana, gecomponeerd door Carl Orff (1895-1982).

## Afleveringen
De tekenfilm telt 26 afleveringen:
1. Prins Argaï
2. De Gemaskerde Dief
3. New York, 2075
4. F. 107
5. De Lange Reis
6. De Notre Dame in Parijs
7. De Mandrake
8. Het Amulet Van De Farao
9. De Kruisvaardersweg
10. Alyasha
11. Nevels in Venetië
12. De Redding Van Broeder Tich
13. Het Betoverde Woud
14. Het Land Van De Kelten
15. De Lotusbloem
16. De Woestijn Van Awikango
17. Het Klooster Van Tirloch
18. Het Riddertoernooi
19. De Grote Ontsnapping
20. De Wilde Orchidee
21. De Heilige Parel
22. Het Wierookvat
23. De Fee Melusine
24. De Witte Vrouw
25. Angel
26. Het Laatste Gevecht

## Personages en stemacteurs
- Prins Argaï (Finn Poncin)
- Angel (Lottie Hellingman)
- Oscar Lightbulb (Rob van de Meeberg)
- Barnaby (Jan Anne Drenth)
- Moony Moon (Ellen Evers)
- Koningin Dark/Koningin Oreale (Beatrijs Sluijter)
- Geko/Geko Kloon (Just Meijer)
- Lucifer (Hero Muller)
- Pasha (Victor van Swaay)
- Meneer Po (Martin van den Ham)
- Captain Billy (Martin van den Ham)
- Hugsley Barns (Koos van der Knaap)
- Broeder Gregory (Koos van der Knaap)
- Broeder Tich (Victor van Swaay)
- Koning Khar (Hero Muller)
- Jason (Martin van den Ham)
- Meester Wang (Hero Muller)
- Gargal de woudgeest (Martin van den Ham)
- Prinses Lorelei (Ellen Evers)
- Singa (Jon van Eerd)
- Herbergier/Wijnboer in Parijs (Jon van Eerd)
- Blinde herbergier in Parijs (Hero Muller)
- Fee Melusine (Lottie Hellingman)
- Kabouterassistent van Fee Melusine (Hero Muller)
- De Witte Vrouw (Lottie Hellingman)
- Tiberias (Jon van Eerd)
- Verteller (Jan Anne Drenth)